# پتیت-ریوییر-سن-فرانسوا، کبک
پتیت-ریوییر-سن-فرانسوا (به فرانسوی: Petite-Rivière-Saint-François) شهری در منطقه شهری شارلووا ناحیه کاپیتل-ناسیونال در استان کبک کانادا است. در سرشماری سال ۲۰۱۱ این شهر ۷۳۲ نفر جمعیت داشته‌است و مساحت آن ۱۳۵٫۶۶ کیلومتر مربع است.